# Ulmus parvifolia
El Ulmus parvifolia (incorrectamente llamado Zelkova parvifolia), comúnmente conocido como olmo chino, es una especie originaria de China, Japón, Corea del Norte, Corea del Sur y Vietnam. Ha sido descrito como "uno de los más espléndidos olmos, con el aplomo de un elegante Nothofagus".

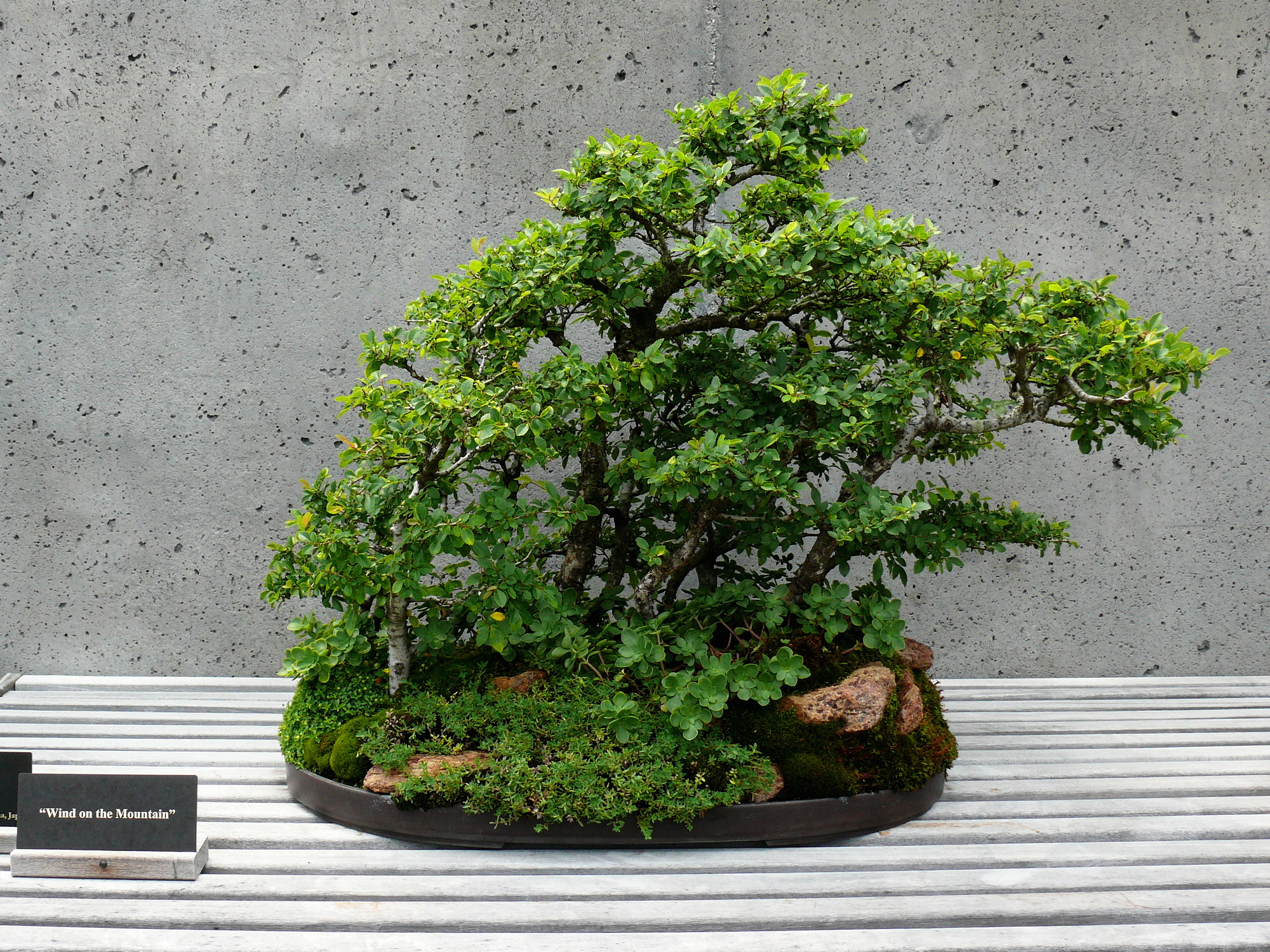
Bonsái Olmo chino.

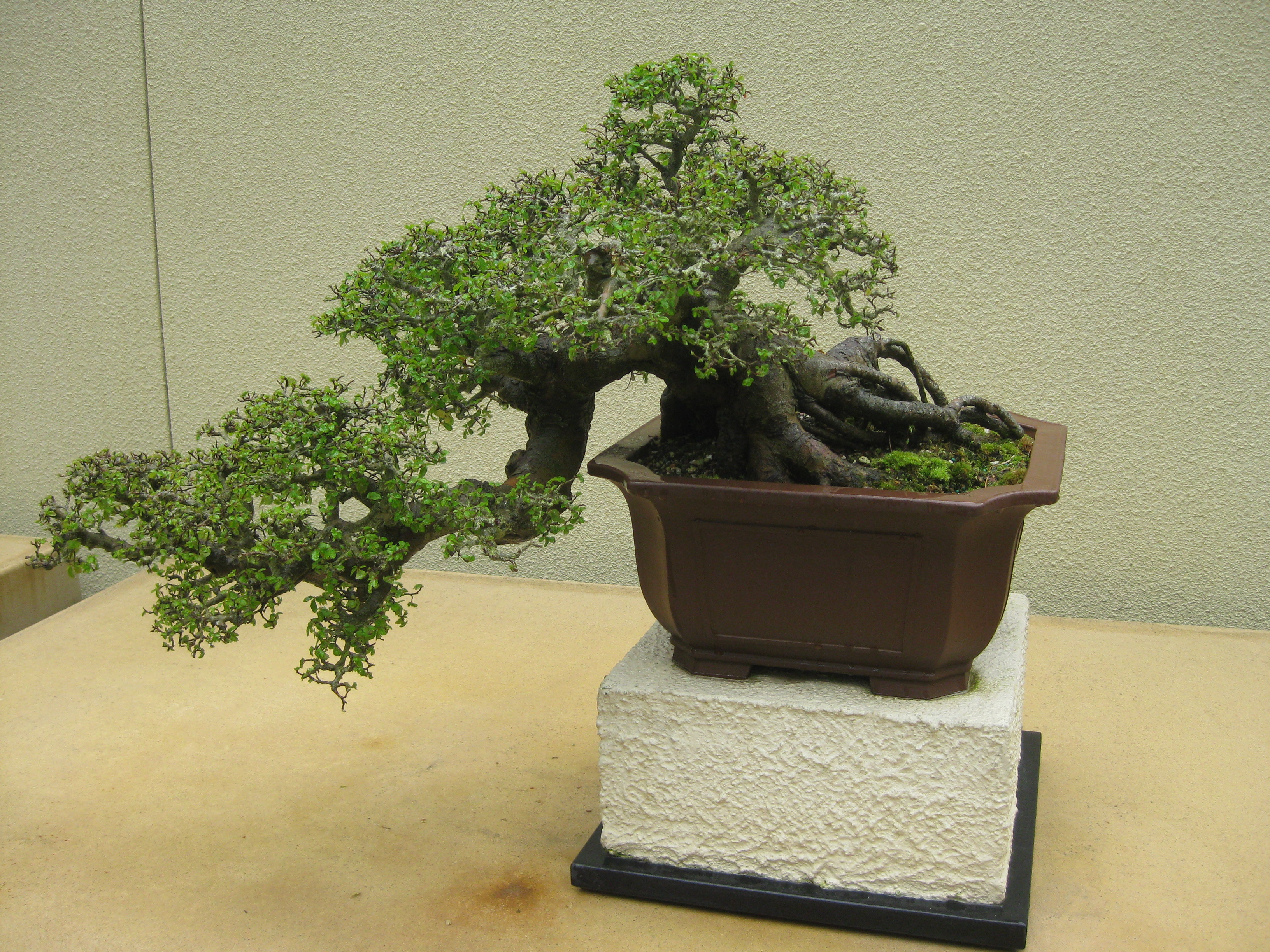
Bonsái Olmo Chino

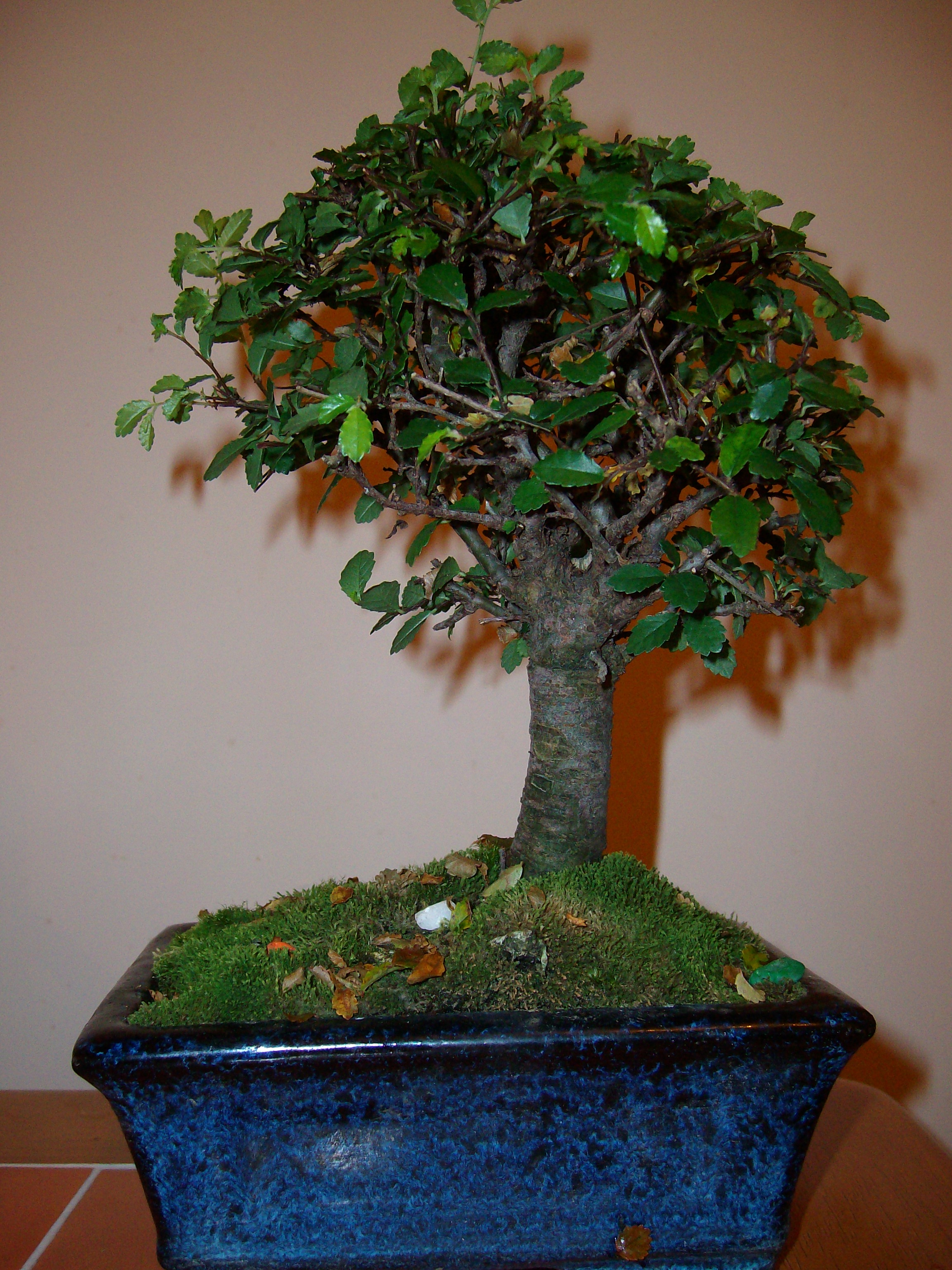
Bonsái Olmo chino

## Denominación
Popularmente se la conoce como Zelkova parvifolia, denominación que recibía antiguamente de forma equivocada, pero su nombre científico es Ulmus parvifolia Jacq., perteneciente al género Ulmus y no al género Zelkova.

## Descripción
Es un árbol que alcanza hasta 20 metros, caducifolio, con comportamiento de especie de hoja semiperenne, cultivándolo en clima mediterráneo y temperaturas templadas en invierno.
El árbol joven presenta un tronco de color gris y corteza fina, formando escamas en su madurez. La madera  es de color marrón claro, ocasionalmente con algún tono rojizo.
Sus hojas son pequeñas, simples, alternas, ovaladas, dentadas y terminadas en punta. Nervadura muy señalada de color verde intenso, que cambia de color durante el otoño a tonos amarillos, naranja y rojizos.
Al final del verano presenta flores muy pequeñas, hermafroditas, verdosas, blancuzcas o rojizas. 
Fruto sámara aplanado circular, de color verdizo al principio, que termina secándose al final del desarrollo, en el que adopta un tono amarillento. Entre los 15 o 25 años de edad aparecen los primeros frutos.

## Cultivo

### Bonsái
Debido a su versatilidad y su capacidad para tolerar un amplio rango de temperaturas, la luz y las condiciones de humedad, el olmo chino es una opción muy popular, y es tal vez el único y más ampliamente disponible. Se considera una buena opción para principiantes debido a su alta tolerancia a la poda.

## Taxonomía
Ulmus parvifolia fue descrito por Nicolaus Joseph von Jacquin y publicado en Plantarum Rariorum Horti Caesarei Schoenbrunnensis 3: 6, pl. 262, en 1798.
Etimología
Ulmus: nombre genérico que es el nombre clásico griego para el olmo.
parvifolia: epíteto latíno que significa "con hojas pequeñas"
Sinonimia
- Microptelea parvifolia Spach
- Planera parvifolia Sweet
- Ulmus campestris var. chinensis Loudon
- Ulmus chinensis Persoon
- Ulmus parvifolia Maxim., Franch. et Savatier, Forbes & Hemsl., Shirasawa
- Ulmus virgata Roxburgh
- Zelkova parvifolia[9]